# Laurentien Brinkhorst
La princesse Laurentien des Pays-Bas (parfois francisé en Laurentine), née Petra Laurentien Brinkhorst le 25 mai 1966 à Leyde, est une journaliste de formation, membre de la famille royale néerlandaise par mariage, engagée dans la lutte contre l'analphabétisme et en faveur de l'environnement.
Elle est la femme du prince Constantijn et ainsi la belle-sœur du roi Willem-Alexander et de la reine consort Máxima.

## Enfance et études
Petra Laurentien Brinkhorst est née à Leyde, le 25 mai 1966, fille de l'ancien vice-Premier ministre des Pays-Bas Laurens Jan Brinkhorst et de Jantien Brinkhorst-Heringa. Elle a un frère. Elle est connue par son deuxième prénom, Laurentien, un mot-valise composé des prénoms de ses parents.
La princesse Laurentien est entrée à l'école primaire à Groningue. Sa famille a ensuite déménagé à La Haye, où elle a terminé ses études primaires. Elle a passé quatre ans au Christelijk Gymnasium Sorghvliet, et un an au lycée Eerste Vrijzinnige Christelijk, les deux à La Haye. En 1984, elle a passé le baccalauréat A au lycée français de Tokyo. Son père travaille au Japon à l'époque, en tant qu'envoyé permanent de l'Union européenne.
La princesse Laurentien a étudié l'histoire à l'université de Groningue, où elle a obtenu son propaedeuse en 1986. Après cela, elle a étudié au College of Queen Mary de l'université de Londres où elle a obtenu sa licence en sciences politiques en 1989, et par la suite, à l'université de Californie, Berkeley, où elle a obtenu son master de journalisme en 1991,.

## Intérêts et activités

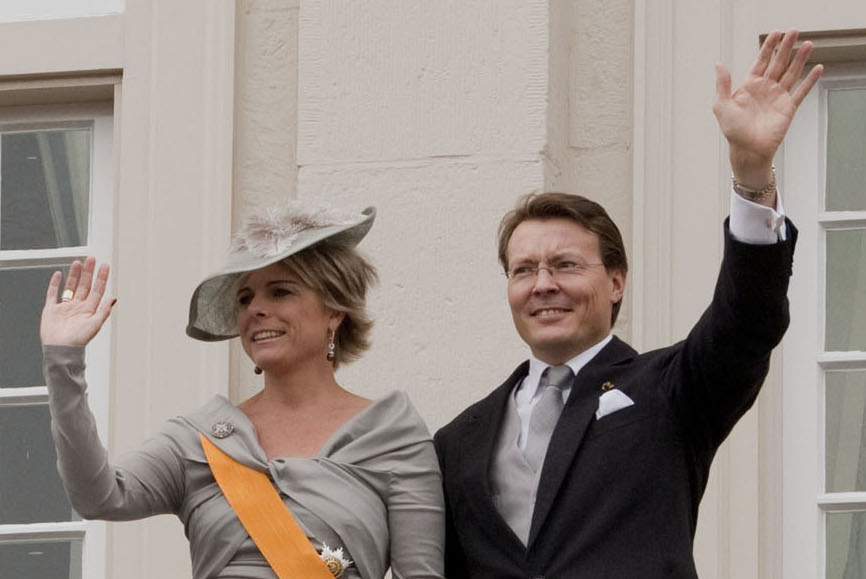
La princesse Laurentien et le prince Constantijn lors du Prinsjesdag (discours annuel devant les Etats généraux), en 2011.

### Analphabétisme
Laurentien est active depuis 2001 dans la lutte contre l'analphabétisme aux Pays-Bas, parfois considéré comme un problème sous-estimé. Elle est à l'initiative de la création de la Fondation Lire et écrire (Stichting Lezen & Schrijven) en mai 2004 dont l'objectif est de prévenir et réduire l'analphabétisme. Elle en est la présidente honoraire jusqu'en novembre 2017. 
En 2009, elle est nommée envoyée spéciale de l'UNESCO chargée de l'alphabétisation pour le développement en reconnaissance de « son engagement remarquable à la promotion de l'éducation et de son profond dévouement aux idéaux et objectifs de l'Organisation »,. En 2010, elle est co-lauréate du prix Major Bosshardt (en) pour son travail dans la lutte contre l'analphabétisme,.
En février 2011, la princesse Laurentien est nommée présidente du groupe d'experts de haut niveau sur l'alphabétisation de la Commission européenne chargé de mettre en place une approche cohérente pour lutter contre l'illettrisme en Europe. Le groupe a publié son rapport final en septembre 2012.  Elle est aussi membre du conseil d'administration de la Fondation HEMA, un organisme indépendant qui œuvre pour la promotion d'une société inclusive et met un accent particulier sur les compétences linguistiques. Elle est également la marraine de la Dutch Language Society et de la Netherlands Listening and Braille Library.
En mars 2019, la princesse Laurentien cofonde Alliantie Kinderarmoede (Alliance contre la pauvreté des enfants) dont l'objectif est de mettre fin à la pauvreté infantile aux Pays-Bas d'ici 2030.

### Environnement
La princesse Laurentien est également engagée dans la durabilité et la préservation de la faune. Elle est présidente de Fauna & Flora International,  la plus ancienne organisation internationale de conservation de la nature, qui se concentre sur la protection des espèces animales et des écosystèmes menacés dans le monde et membre de la Fondation européenne pour le climat, membre du conseil d'administration de la Fondation Oceano Azul et conseillère spéciale pour Rewilding Europe pour le World Wide Fund for Nature.

### Livres pour enfant
La princesse Laurentien est l'autrice, sous le nom de Laurentien van Oranje, de divers livres pour enfants, dont la série Mr Finney, qui sont traduits en 9 langues. Les illustrations sont de Sieb Posthuma (nl). En 2016, elle publie avec l'auteur jeunesse Paul van Loon un nouveau livre de contes de fées : De Sprookjessprokkelaar. Un an plus tard, Efteling réalise une comédie musicale autour du conte.

## Mariage et enfants
Les fiançailles du prince Constantĳn (Constantin) et Laurentien Brinkhorst sont annoncées le 16 décembre 2000. Le prince dira à son propos : « J'ai trouvé en Laurentien une femme intelligente, forte et au cœur très chaleureux. Je suis extrêmement heureux de vous présenter aujourd'hui cette femme fantastique ». Le mariage civil a été officié par Wim Deetman, le bourgmestre de La Haye, dans l'Oude Raadzaal sur la Javastraat, La Haye, le 17 mai 2001. Le mariage religieux a eu lieu deux jours plus tard, le 19 mai dans l'église Saint-Jacob, la St Jacobskerk, en présence du révérend Carel ter Linden.
Le prince Constantin et la princesse Laurentien ont trois enfants, : 
- la comtesse Eloise Sophie Beatrix Laurence van Oranje-Nassau van Amsberg (nl), née le 8 juin 2002 ;
- le comte Claus-Casimir Bernhard Marius van Oranje-Nassau van Amsberg (nl), né le 21 mars 2004 ;
- la comtesse Leonore Marie Irene Enrica van Oranje-Nassau van Amsberg (nl), née le 3 juin 2006.

Après avoir habité Bruxelles, ils sont désormais fixés à La Haye depuis 2015.

## Titres et honneurs

Monogramme de Laurentien
Étendard de Laurentien

### Titres
- depuis le 17 mai 2001 : Son Altesse Royale la princesse Laurentien des Pays-Bas, princesse d'Orange-Nassau, Mme van Amsberg[8]

Laurentien Brinkhorst n'est pas légalement considérée comme une princesse, mais la coutume permet à la femme d'un prince de porter ce titre. Tous les enfants issus du mariage peuvent détenir les titres de comte ou comtesse d'Orange-Nassau et Jonkheer ou Jonkvrouw van Amsberg.
Par arrêté royal du 15 janvier 2003, nr. 36, la princesse Laurentien est dotée de son propre étendard.

### Honneurs

#### Distinctions néerlandaises
- : Grand-Croix de l'ordre de la maison d'Orange (17 mai 2001)[10]
- : Médaille du mariage 2002 (nl)2002 (2 février 2002)[11]
- : Médaille d'Investiture du Roi Willem-Alexander (nl) (30 avril 2013)

#### Distinctions étrangères
- : Grand-Croix de l'ordre de la Couronne (28 novembre 2016)
- : Grand Cordon de l'ordre suprême de la Renaissance (30 octobre 2006)
- : Grand officier de la Légion d'honneur (11 avril 2023)